# Titularbistum Telmissus
Telmissus (ital.: Telmisso) ist ein Titularbistum der römisch-katholischen Kirche. 
Es geht zurück auf ein ehemaliges Bistum der antiken Stadt Telmessos in der kleinasiatischen Landschaft Lykien im Südwesten der heutigen Türkei und gehörte der Kirchenprovinz Myra an.
| Titularbischöfe von Telmissus |                                         | |                    |                    |
| Nr.                           | Name                                    | Amt | von                | bis                |
| 1                             | William Gregory Sharrock OSB            | Apostolischer Koadjutorvikar des Western Districts Apostolischer Vikar des Western Districts (Großbritannien) | 30. September 1779 | 17. Oktober 1809   |
| 2                             | Jean-Jacques Lartigue PSS               | Weihbischof in Québec (Kanada)                                                                                | 1. Februar 1820    | 13. Mai 1836       |
| 3                             | Ignace Bourget                          | Koadjutorbischof von Montréal (Kanada)                                                                        | 10. März 1837      | 19. April 1840     |
| 4                             | Matthias Pollitzer                      | Weihbischof in Wien (Österreich)                                                                              | 19. Juni 1843      | 12. September 1850 |
| 5                             | Etienne-Auguste-Joseph-Louis Bardou MEP | Apostolischer Vikar von Coimbatore (Indien)                                                                   | 30. April 1874     | 25. November 1886  |
| 6                             | Nicholas Chrysostom Matz                | Koadjutorbischof von Denver (USA)                                                                             | 16. August 1887    | 10. Juli 1889      |
| 7                             | Johannes Hofman OFM                     | Apostolischer Vikar von Süd-Shanxi (Chinesisches Kaiserreich/Republik China)                                  | 24. April 1891     | 26. Oktober 1917   |
| 8                             | Bolesław Twardowski                     | Weihbischof in Lemberg (Ukraine)                                                                              | 14. September 1918 | 3. August 1923     |
| 9                             | Jean-Camille Costes                     | Koadjutorbischof von Angers (Frankreich)                                                                      | 3. April 1924      | 9. Februar 1940    |
| 10                            | Francisco Beckmann CMF                  | Weihbischof in Panamá (Panama)                                                                                | 25. Mai 1940       | 13. Januar 1945    |
| 11                            | Andrew James Louis Brennan              | emeritierter Bischof von Richmond (USA)                                                                       | 14. April 1945     | 23. Mai 1956       |
| 12                            | Francisco Maria da Silva                | Weihbischof in Braga (Portugal)                                                                               | 20. Dezember 1956  | 12. Dezember 1963  |
| 13                            | Johannes Wiesen SVD                     | Prälat von Encarnación y Alto Paraná (Paraguay)                                                               | 2. Februar 1964    | 1. März 1972       |
| 14                            | Andrew Pataki                           | Weihbischof in Passaic (USA)                                                                                  | 30. Mai 1983       | 19. Juni 1984      |
| 15                            | George Martin Kuzma                     | Weihbischof in Passaic (USA)                                                                                  | 11. November 1986  | 23. Oktober 1990   |